# Deva (Rumänien)
Deva (Ausspracheⓘ; deutsch Diemrich, ungarisch Déva) ist die Hauptstadt des Kreises Hunedoara in der Region Siebenbürgen in Rumänien.
Der Ort wurde auch unter den deutschen Bezeichnungen Schlossberg und Denburg erwähnt.

## Geografische Lage

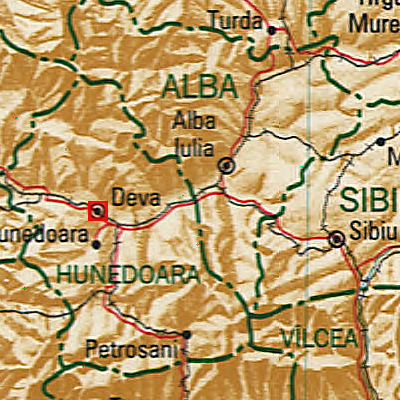
Deva (rotes Viereck) – Rumänien – Nachbarorte: Alba Iulia, Turda, Sibiu, Petroșani, Hunedoara

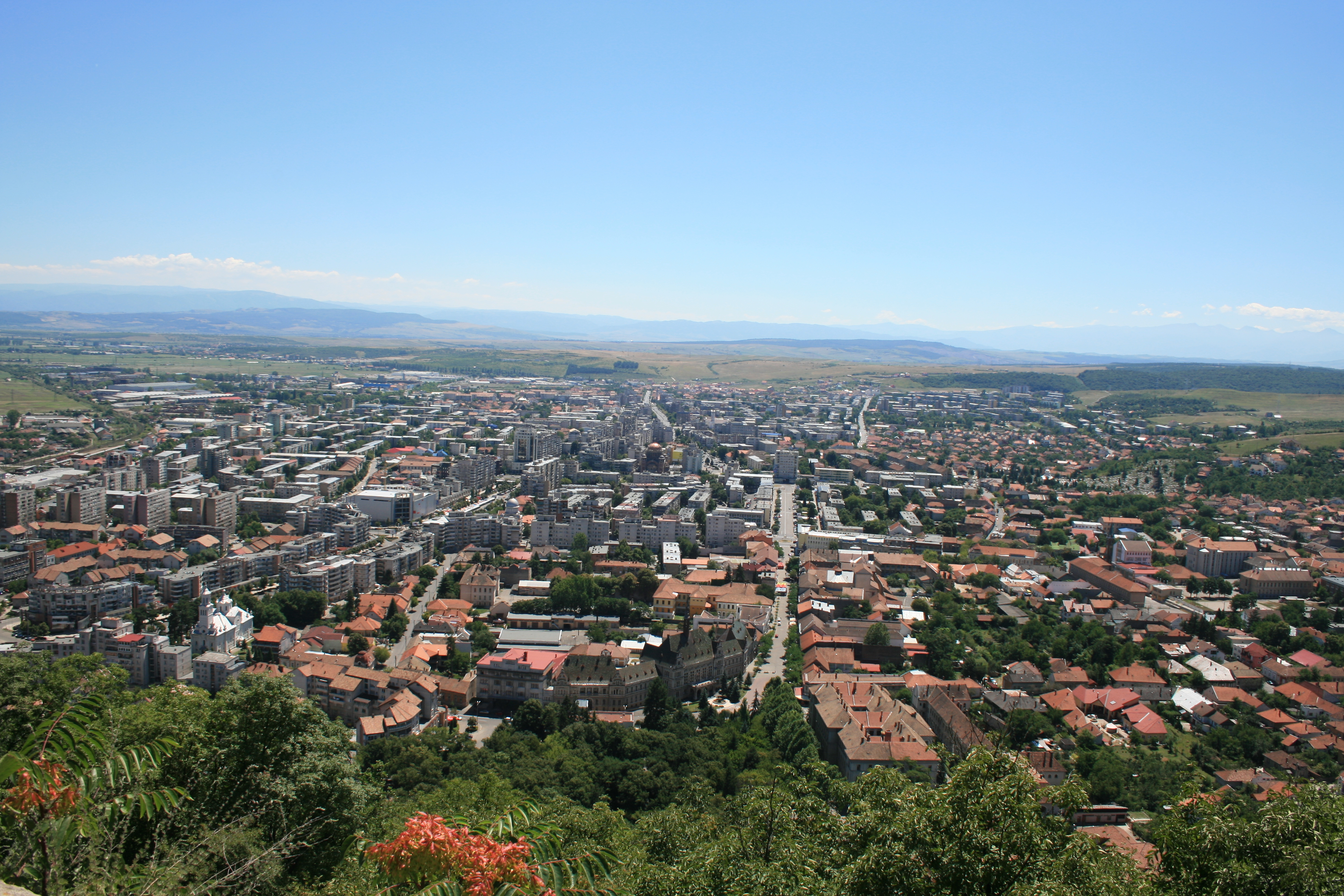
Blick von der Burg auf Deva

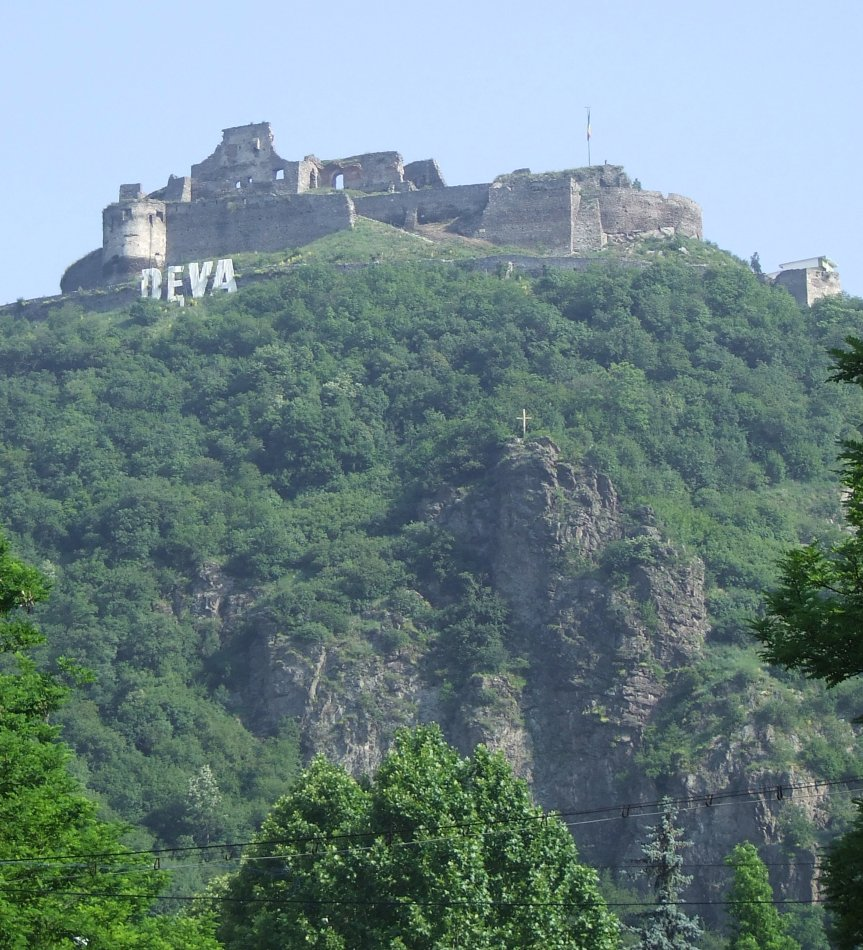
Burg Deva

Die Stadt Deva befindet sich am linken Ufer des Mureș (Mieresch), südlich des Siebenbürgischen Erzgebirges in der historischen Region des Komitats Hunyad (Eisenmarkt), in der Nordhälfte des Kreises Hunedoara an der Europastraße 68 und an der Bahnstrecke Arad–Alba Iulia. Auf dem Vulkankegel, der das Stadtzentrum beherrscht, liegt die Ruine der ehemaligen Burg Deva.
Der Bau der 36 Kilometer langen Bahnstrecke Deva–Brad wurde 1939 begonnen, 1945 unterbrochen und 1979 wieder aufgenommen. Nach Inbetriebnahme der Bahnstrecke Anfang der 1980er Jahre wurde diese wegen ungeeigneter Bodenverhältnisse im Bereich der Gemeinde Vălișoara 1996 weitgehend stillgelegt. Heute wird die Bahnstrecke nur noch für den Transport von Steinen aus den nahgelegenen Steinbrüchen benutzt.

## Geschichte
Nach der Errichtung der Burg im 13. Jahrhundert wurde der Ort Deva 1332 erstmals urkundlich erwähnt. Noch im 14. Jahrhundert wurde er Verwaltungssitz des Komitats Hunyad. Eine Besiedlung der Region reicht jedoch – nach Berichten von C. Gooss, G. Téglás, J. M. Ackner, I. Andrieșescu, O. Floca, u. a. – bis in die Römerzeit und in die Jungsteinzeit zurück.
Zu den ersten Einwanderern der heutigen Siedlung gehörten auch die Siebenbürger Sachsen. Ab 1420 anlässlich der Türkenkriege erlitt der Ort mehrere verheerende Zerstörungen. Im 18. Jahrhundert waren die meisten Bewohner rumänische Hörige. Nach Deva kamen viele Ungarn und Rumänen aus anderen Regionen Siebenbürgens und aus dem von den Türken unterworfenen Banat; letztere gründeten später den Ortsteil La Șvabi („bei den Schwaben“). 1721 waren es katholische Bulgaren aus der Kleinen Walachei, welche sich in Deva ansiedelten. Ende des 19., Anfang des 20. Jahrhunderts siedelten sich hier auch Tschango-Ungarn aus der Moldau an.
Bis zum Jahre 1918 gehörte Déva zum Komitat Hunyad im Königreich Ungarn und kam 1920 nach dem Vertrag von Trianon zu Großrumänien.

## Bevölkerung
Die Bevölkerung von Deva entwickelte sich wie folgt:
| 1850 | 3.417  | 2.257  | 533   | 255 | 372    |
| 1900 | 8.594  | 3.821  | 4.248 | 446 | 79     |
| 1941 | 17.456 | 11.450 | 4.245 | 712 | 1.049  |
| 1977 | 60.334 | 51.363 | 7.598 | 835 | 538    |
| 2002 | 69.257 | 61.787 | 5.975 | 348 | 1.147  |
| 2011 | 61.123 | 50.718 | 4.409 | 191 | 5.805  |
| 2021 | 53.113 | 39.452 | 2.829 | 107 | 10.725 |

Die höchste Einwohnerzahl (78.438) auf dem Gebiet des heutigen Munizipiums – und gleichzeitig die der Rumänen (69.446) – wurde 1992 ermittelt. Die höchste Bevölkerungszahl der Deutschen sowie die der Ungarn wurde 1977 und die der Roma (878) 2002 registriert.
Des Weiteren bekannten sich bei fast jeder Volkszählung einige Einwohner als Ukrainer (höchste Einwohnerzahl 30 im Jahr 1992), als Serben (höchste Einwohnerzahl 40 im Jahr 1992) und als Slowaken (höchste Einwohnerzahl 54 im Jahr 1930).

## Sehenswürdigkeiten
- Die Ruinen der Devaer Burg – eine der stärksten Festungen in Siebenbürgen –, auf einem Vulkankegel 371 m ü. M. Diese wurde 1269 erstmals erwähnt und war 1321 samt Umgebung ein Landgut des ungarischen Königs Karl I. Sie kam im 15. Jahrhundert in den Besitz von Johann Hunyadi. Nach den Aufständen der Kuruzen von 1687 bis 1706 wurde sie von den Truppen des Kaisers Karl VI. besetzt und renoviert. Teilnehmer des Horea-Aufstandes scheiterten  im November 1784 beim Versuch, die Burg einzunehmen. Nach einem Besuch des Kaisers Franz I. 1817 wurde sie erneut renoviert und nach 1849 nach der Schwarzpulverexplosion mit Soldatenopfern endgültig verlassen.[6] Zu erreichen sind die Ruinen zu Fuß oder mit einem 278 Meter langen Schrägaufzug.
- Das Schloss Magna Curia, im 16. Jahrhundert im Renaissancestil errichtet, vom Siebenbürgischen Fürsten Gábor Bethlen 1621 restauriert, wurde im 18. Jahrhundert im Barockstil umgebaut. Zuvor stand hier ein Burghof aus dem 13. Jahrhundert, der beim Mongolensturm von 1241 zerstört wurde. Seit 1882 befindet sich hier das aus dem früheren „Muzeul Județean“ (Kreismuseum) hervorgegangene Museum der dakischen und römischen Zivilisation (Muzeul Civilizației Dacice și Romane). Das Museum beherbergt archäologische Sammlungen aus der Vor- und Frühgeschichte, der dakischen, der römischen sowie der Völkerwanderungszeit und des frühen Mittelalters, ferner numismatische Sammlungen, Kunst- und kunsthandwerkliche Sammlungen, ethnologische Objekte (wie Trachten, Werkzeuge, Keramik und Ikonen), sowie naturwissenschaftliche, insbesondere paläontologische Sammlungen. Seine Bibliothek umfasst mehr als 40.000 Bände.[9][10] Hier sind auch die Büsten von Horia, Cloșca und Crișan – den Anführern des Horea-Aufstandes – zu sehen.[11]
- Das Franziskanerkloster und die katholische Kirche, beide Barockbauten, im 18. Jahrhundert errichtet, stehen unter Denkmalschutz.[12]
- Zwei Denkmäler des Dakerkönig Decebalus und das des römischen Kaisers Trajan vor dem Rathaus von Deva.
- Der Turm einer orthodoxen Kirche auf dem orthodoxen Friedhof, 1700 errichtet, steht unter Denkmalschutz.[13]

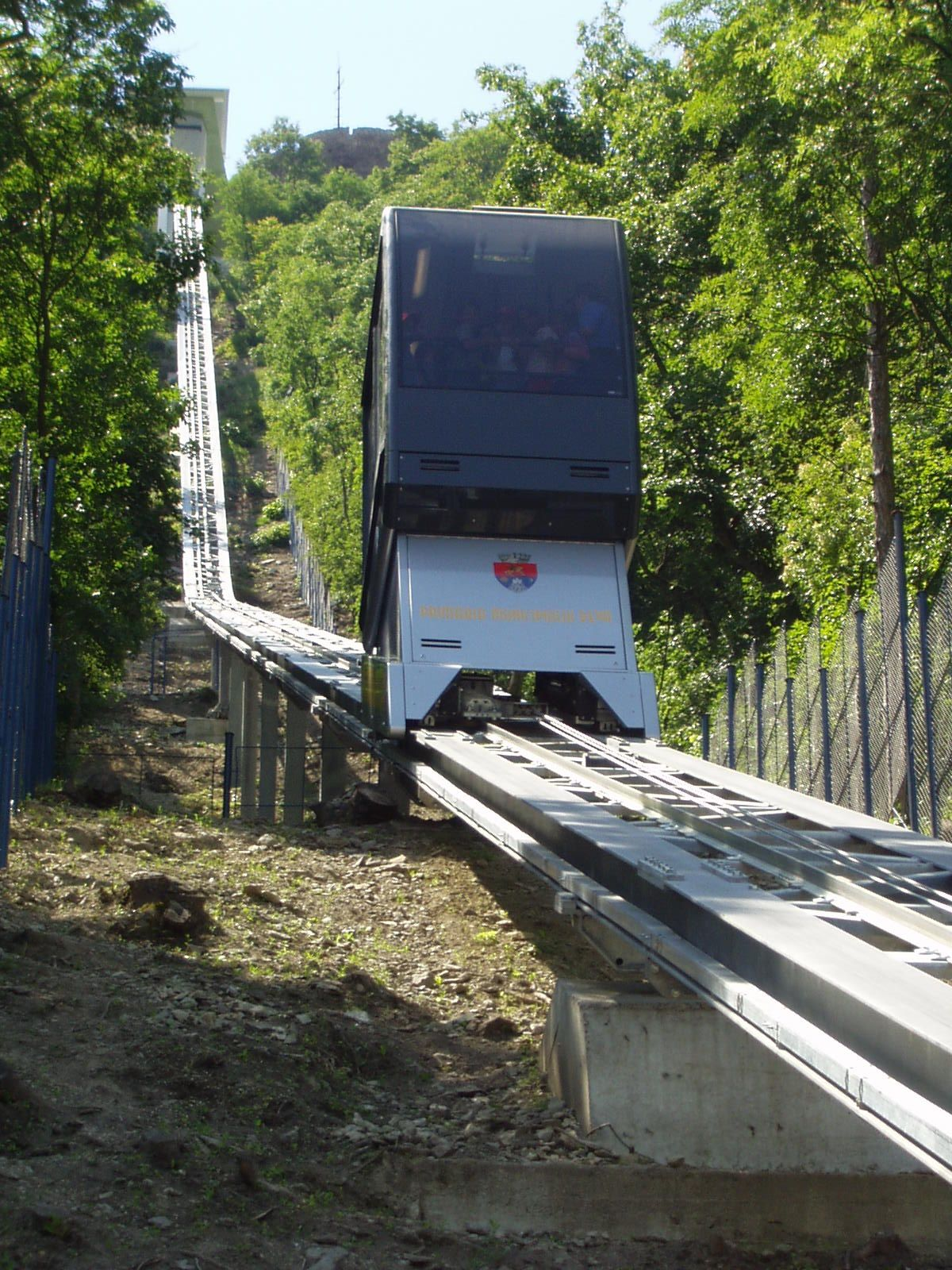
Schrägaufzug zur Burg
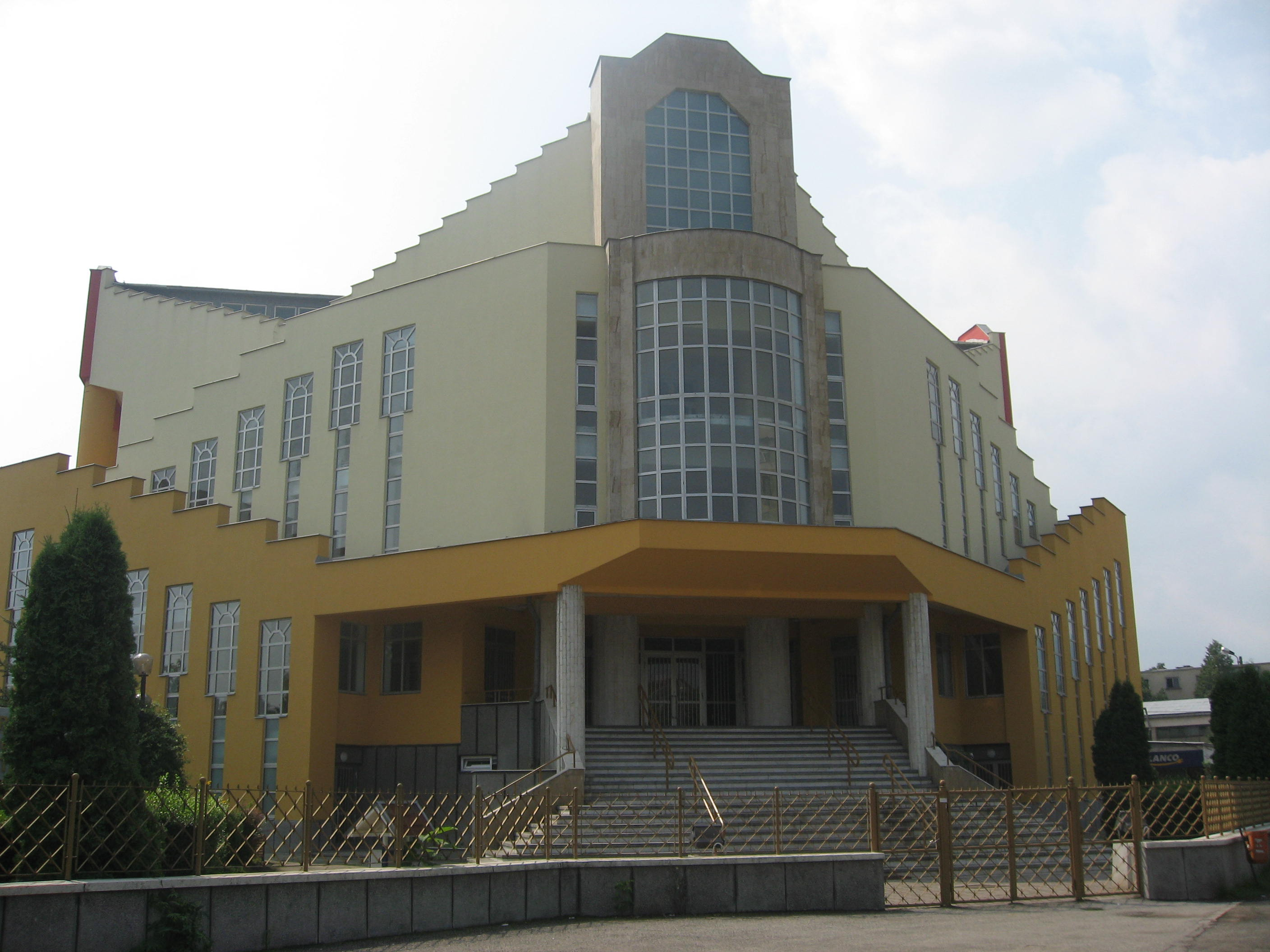
Baptistische Dreieinigkeitskirche
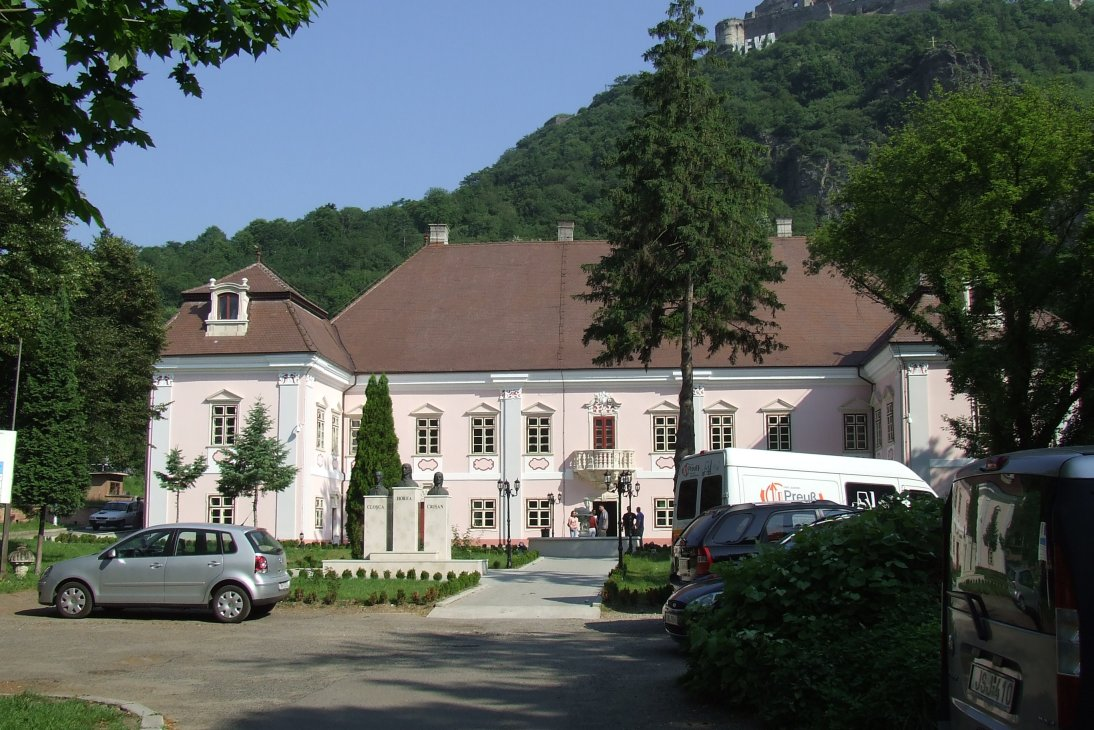
Schloss Magna Curia
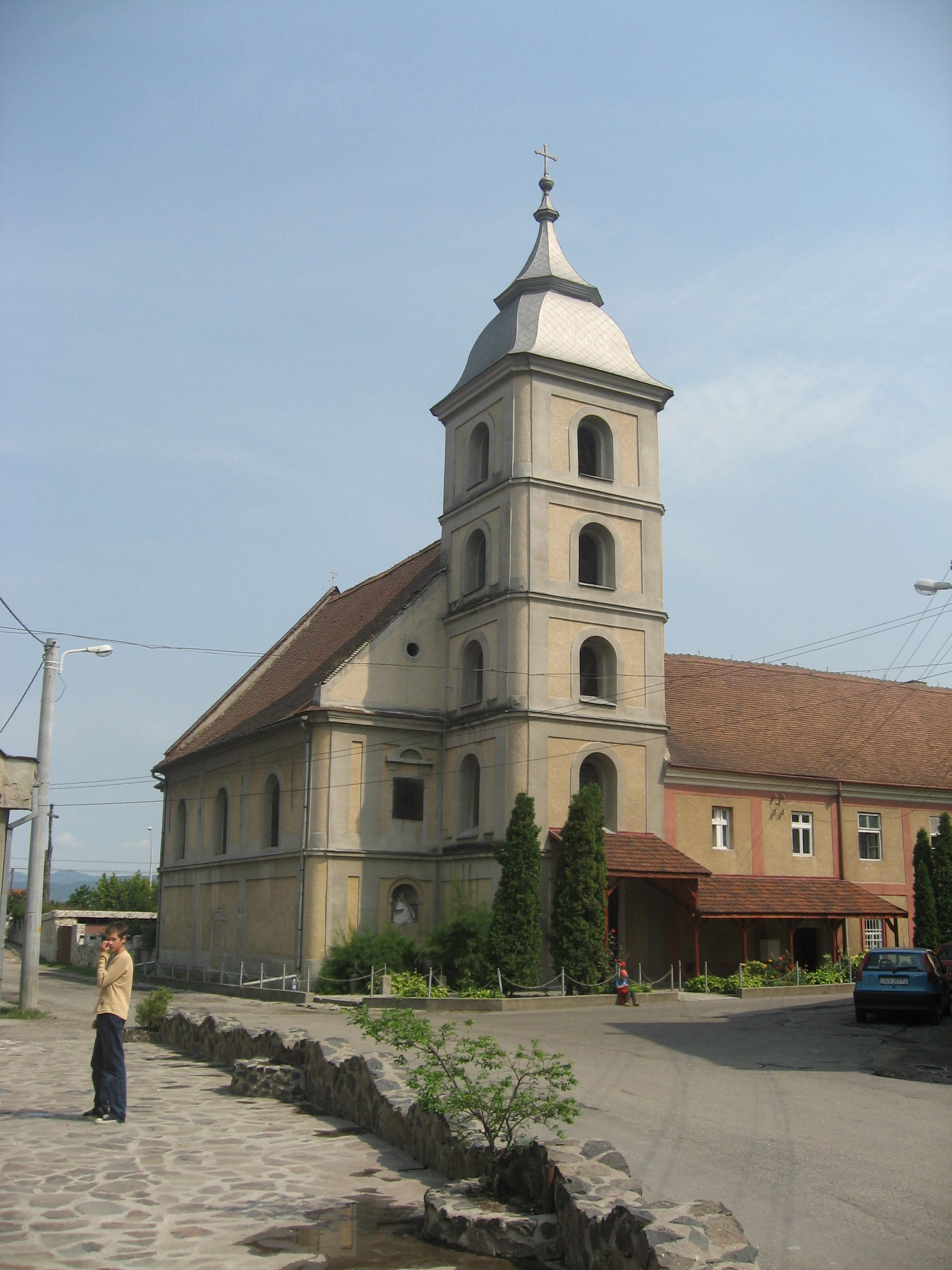
Franziskanerkloster
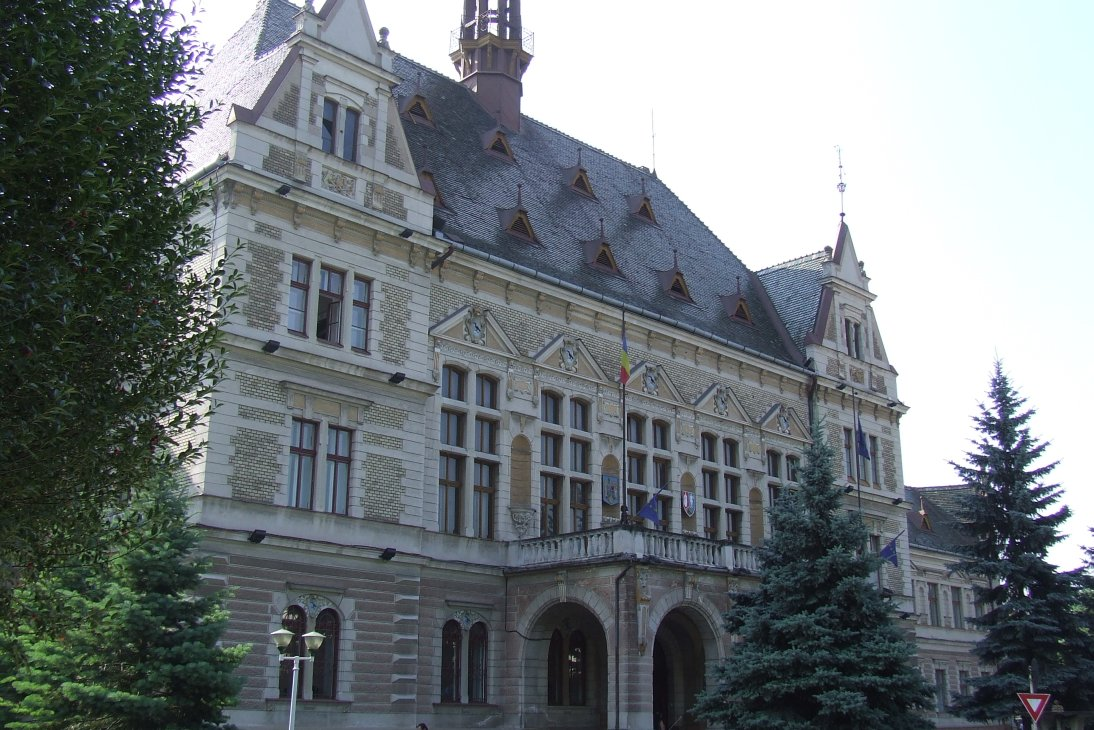
Kreisamt in Deva

## Sport
- Seit 1978 befindet sich das nationale Zentrum für Frauenturnen in Deva. Hier trainierten u. a. die Olympiasiegerinnen Ecaterina Szabó, Lavinia Agache, Daniela Silivaș, Lavinia Miloșovici, Simona Amânar, Maria Olaru, Andreea Răducan, Daniela Șofronie und Monica Roșu.[14][15]
- Die lokale Fußballmannschaft Mureșul Deva wurde 1984 Sieger einer wegen des kuriosen Ausgangs international vielbeachteten Saison in der dritten rumänischen Liga.

## Persönlichkeiten
- Matthias Dévai (~1500–1545), ungarischer Reformator
- Franz Davidis (1510–1579), unitarischer Theologe, gestorben auf der Festung Deva
- Johann Sigismund Zápolya bzw. Szapolyai János Zsigmond (1540–1571), ehemaliger König von Ungarn, begraben in Deva
- Franz Nopcsa (1877–1933), Wissenschaftler, geboren in Deva
- Petru Groza (1884–1958), Ministerpräsident in der ersten kommunistischen Regierung, gründete 1933 in Deva die Front der Pflüger („Frontul Plugarilor“)
- Nicolae Irimie (1890–1971), Maler, geboren und gestorben in Deva
- Ștefan Péterfi (1906–1978), Botaniker, Hochschullehrer und Politiker (Partidul Comunist Român)
- Iulia Cibișescu-Duran (* 1966), Komponistin
- Daniela Silivaș (* 1972), Turnerin, dreifache Olympiasiegerin
- Maria Neculiță (* 1974), Kunstturnerin
- Bogdan Mara (* 1977), Fußballspieler
- Raluka (* 1989), Sängerin
- Lidia Buble (* 1993), Sängerin[16]
- Florentina Iușco (* 1996), Leichtathletin
- Dragos Nicolae Madaras (* 1997), Tennisspieler

## Städtepartnerschaften
Angaben der offiziellen Homepage von Deva:
- Arras in Frankreich seit dem 1. Juni 1998
- Yancheng in der Volksrepublik China seit dem 12. November 1998
- Szigetvár in Ungarn seit dem 15. März 2001
- Cherbourg-en-Cotentin in Frankreich seit 2004